# Hexarthrius
Genre
Hexarthrius est un genre d'insectes coléoptères la famille des Lucanidae.

## Taxonomie
Le nom valide complet (avec auteur) de ce taxon est Hexarthrius Hope, 1842.

### Liste des espèces
Selon GBIF (6 avril 2024) :
- Hexarthrius aduncus Jordan, 1894
- Hexarthrius andreasi Schenk, 2003
- Hexarthrius bowringi Parry, 1862
- Hexarthrius buquettii (Hope, 1843)
- Hexarthrius davisoni Waterhouse, 1888
- Hexarthrius forsteri (Hope, 1840)
- Hexarthrius howdeni de Lisle, 1972
- Hexarthrius kirchneri Schenk, 2003
- Hexarthrius mandibularis Deyrolle, 1881
- Hexarthrius melchioritis Séguy, 1954
- Hexarthrius mniszechi (Thomson, 1857)
- Hexarthrius nigritus Lacroix, 1990
- Hexarthrius parryi Hope, 1842
- Hexarthrius rhinoceros (Olivier, 1789)
- Hexarthrius sanuchi Fukinuki, 2004
- Hexarthrius vitalisi Didier, 1925